# Rualena cavata
Rualena cavata là một loài nhện trong họ Agelenidae.
Loài này thuộc chi Rualena. Rualena cavata được Frederick Octavius Pickard-Cambridge miêu tả năm 1902.